# Історичний трикутник Вірджинії
Історичний трикутник Вірджинії (англ. Historic Triangle) — три історичні колоніальні громади, розташовані на півострові Вірджинія, обмежені річкою Йорк на півночі та річкою Джеймс на півдні. Три точки, що утворюють трикутник — це Джеймстаун, Колоніальний Вільямсбург та Йорктауна. Вони мають багато відреставрованих пам'яток і з'єднані Колоніальним парквеєм у округах Джеймс-Сіті та Йорк, а також містом Вільямсбург.

## Історія та значення
Регіон Історичного трикутника відіграє ключову роль у становленні та розвитку першої англомовної колонії в Північній Америці. У 1607 році було засновано Джеймстаун, перше постійне англійське поселення на материку. У 1699 році столицю колонії перенесли до Вільямсбурга, який став політичним та культурним центром Вірджинії до 1780-х років. У 1781 році біля Йорктауна відбулася остаточна капітуляція британських військ під проводом генерала Чарльза Корнволліса, що практично завершило Американську війну за незалежність.
Ця тектонічна зміна у колоніальному та революційному контексті США зробила Історичний трикутник одним із найважливіших центрів вивчення ранньої історії країни.